# Allister Carter

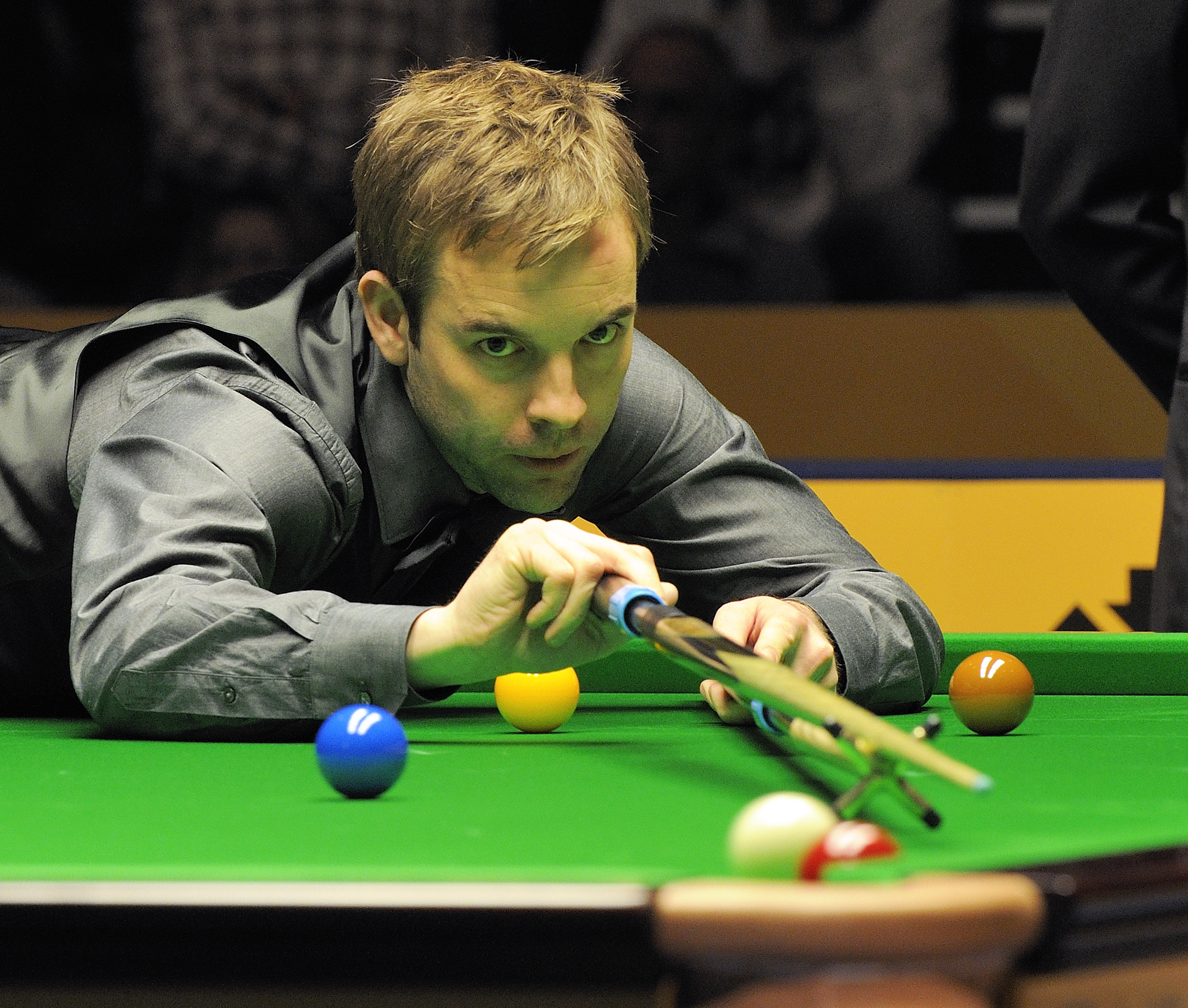
Allister Carter 2013

Allister Carter, mais conhecido pelo diminutivo Ali Carter (Colchester, 25 de julho de 1979) é um jogador profissional de snooker. É inglês e profissional desde 1996. Esteve por diversas ocasiões perto de atingir a elite (top 16) ficando nos lugares 17, 17, e 19 em 2002/03, 2004/05 e 2005/06, respectivamente. Atingiu o top 16 em 2006/07 e 2007/08. Foi finalista vencido do campeonato mundial de snooker de 2008 onde defrontou Ronnie O'Sullivan. Nesse campeonato fez o seu primeiro break de 147 pontos a nível profissional.

## Vida pessoal
Em 2003 foi-lhe diagnosticada uma doença auto-imune, a doença de Crohn.
Jogava no Chelmsford's Rivermead Snooker Club, antes de comprar o clube e se tornar o gerente do negócio.

## Torneios ganhos

### Para o ranking
Venceu o Welsh Open de 2009
Venceu o Shanghai Masters 2010
Venceu o German Masters 2013
Vencedor do Paul Hunter Classic, torneio do Eurotour 2 em 2015
Venceu o World Open 2016

### Outros torneios
- Benson & Hedges Championship - 1999
- Huangshan Cup - 2008
- General Cup - 2014